# Josef Garhammer

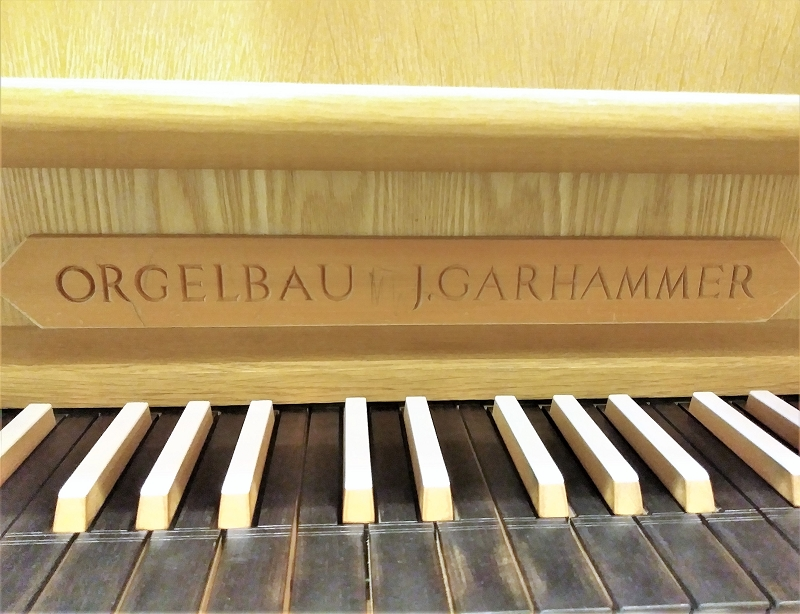
Typisches Firmenschild

Josef Garhammer (* 1935 in Obergünzburg) ist ein deutscher Orgelbauer.

## Leben
Josef Garhammer erlernte den Orgelbau bei Ludwig Eisenschmid. Er machte 1976 die Meisterprüfung und gründete 1977 in Weilheim einen eigenen Orgelbaubetrieb. 1989 zog er sich aus gesundheitlichen Gründen aus seinem Betrieb zurück. Seine Arbeiten sind hauptsächlich in Oberbayern zu finden. Sein Nachfolger in der Betriebsleitung ist Leonhard Zach.

## Werkliste (Auswahl)
| Jahr | Ort                      | Gebäude                                     | Bild | Manuale | Register | Bemerkungen |
| ---- | ------------------------ | ------------------------------------------- | ---- | ------- | -------- | --- |
| 1977 | Regenstauf               | Caritas-Altenheim                           |      | I/P     | 7        | |
| 1978 | München                  | Hausorgel (privat)                          |      | II/P    | 7        | |
| 1979 | München-Neuperlach       | ev.-luth. Dietrich-Bonhoeffer-Kirche        |      | I       | 5        | Truhenorgel (befand sich ursprünglich wohl in der Lätarekirche Neuperlach) |
| 1980 | Benediktbeuern           | ev.-luth. Dietrich-Bonhoeffer-Haus          |      | I       | 5        | |
| 1980 | München-Sendling         | kath. Pfarrkirche St. Heinrich              |      | II/P    | 25       | Erster größerer Orgelneubau Garhammers |
| 1981 | Unterschleißheim-Lohhof  | kath. Pfarrkirche St. Korbinian             |      | II/P    | 19 (20)  | Brüstungsorgel, Spieltisch freistehend hinter der Orgel mit Blickrichtung Altar. 2018 Austausch der Flöte 2' gegen einen Trompetenbass 8' durch Orgelbau Kaps.                                                          |
| 1981 | Planegg                  | Wallfahrtskirche Maria Eich (Gnadenkapelle) |      | II/P    | 13       | Die Orgel befindet sich in einer Kammer im Obergeschoss der Alten Wallfahrtskapelle und tönt über je ein Fenster sowohl nach innen in den Altarraum der Kapelle, als auch nach außen zur Begleitung der Freiluftmessen. |
| 1981 | Puchheim                 | Aussegnungshalle                            |      | II/P    | 7        | |
| 1982 | München-Untermenzing     | kath. Pfarrkirche Maria Trost               |      | II/P    | 21       | |
| 1982 | Ludenhausen              | Hausorgel (privat)                          |      | II/P    | 13       | |
| 1983 | München-Großhadern       | kath. Pfarrkirche St. Canisius              |      | III/P   | 38       | Garhammers größtes und einziges dreimanualiges Orgelwerk! |
| 1983 | München-Großhadern       | kath. Pfarrkirche St. Canisius              |      | I       | 5        | Truhenorgel |
| 1984 | Karlsfeld                | ev.-luth. Korneliuskirche                   |      | II/P    | 15       | |
| 1984 | München-Bogenhausen      | Ökumenische Kapelle im Klinikum Bogenhausen |      | II/P    | 9        | |
| 1984 | München                  | Hausorgel (privat)                          |      | II/P    | 8        | |
| 1985 | Unterhaching             | Kath. Pfarrkirche St. Alto                  |      | II/P    | 19       | |
| 1984 | Wolfratshausen-Waldram   | katholische Seminarkirche St. Matthias      |      | II/P    | 13       | |
| 1985 | Marienstein (Waakirchen) | St. Maria                                   |      | I       | 5        | |
| 1986 | Planegg                  | Wallfahrtskirche Maria Eich (neue Kirche)   |      | II/P    | 27       | |
| 1986 | Sonthofen-Rieden         | kath. Pfarrkirche St. Christoph             |      | II/P    | 20       | |
| 1987 | Grassau                  | kath. Pfarrkirche Mariä Himmelfahrt         |      | II/P    | 18       | |
| 1987 | Greiling                 | kath. Filialkirche St. Nikolaus             |      | I/P     | 6        | |
| 1987 | Herzogsägmühle           | kath. Dreifaltigkeitskirche                 |      | I/P     | 7        | |
| 1988 | Unterwössen              | St. Martin                                  |      | II/P    | 24       | → Orgel |
| 1988 | München-Haidhausen       | Gasteig - Übesaal 3.120                     |      | II/P    | 10       | 2022 umgesetzt in das Conservatoire der Stadt Poligny (Jura) |
| 1988 | Wilzhofen                | kath. Pfarrkirche St. Anna                  |      | I/P     | 7        | |
| 1988 | München-Schwabing        | kath. Pfarrkirche St. Sebastian             |      | I/P     | 5        | Truhenorgel |
| 1989 | Peißenberg               | Altenheim St. Ulrich                        |      | I/P     | 5        | |